# Diamond HK36

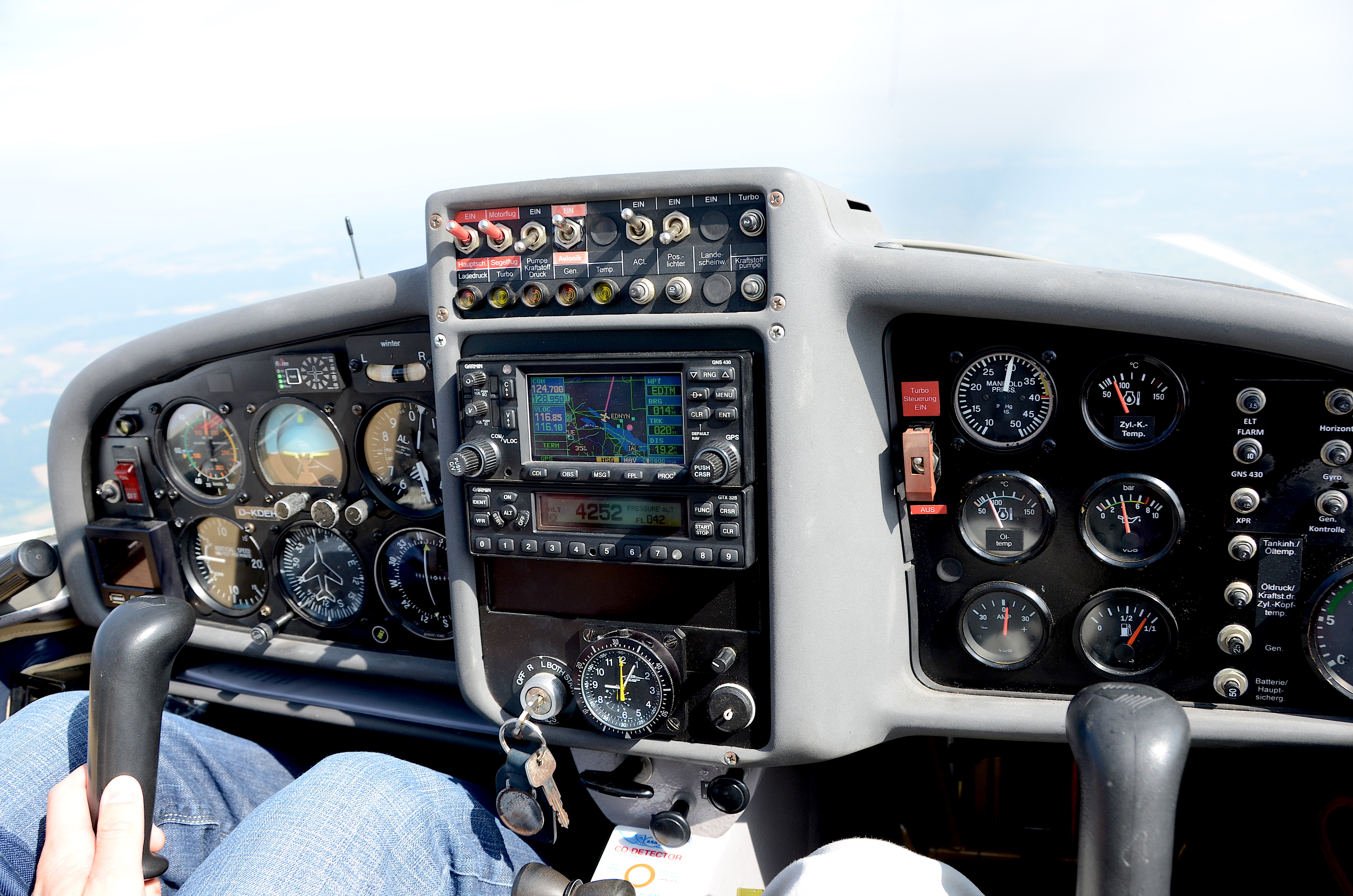
Cockpit der Super Dimona HK36-TTC

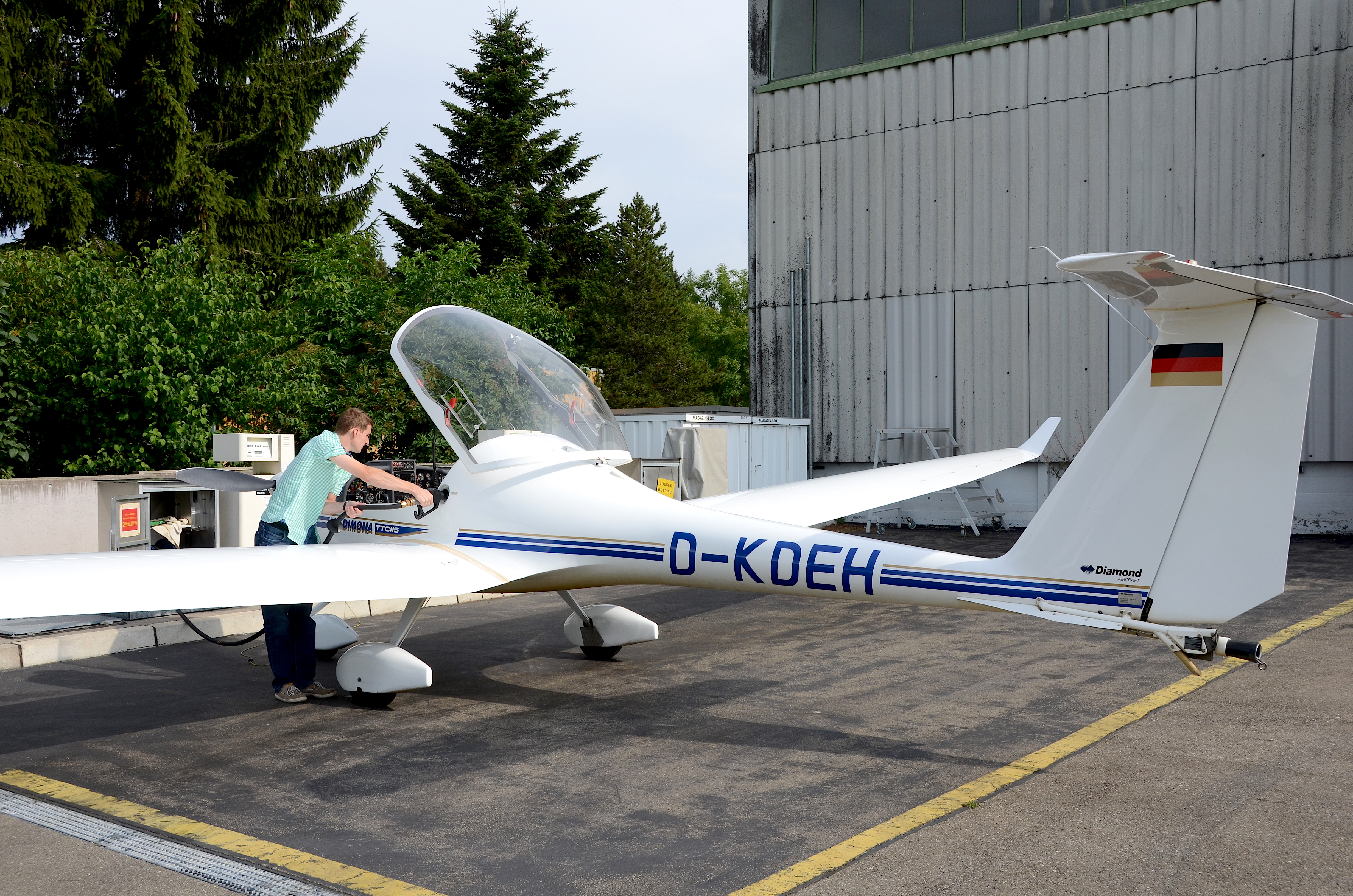
Betanken einer HK36-TTC Super Dimona

Die Diamond HK36 „Super Dimona“ ist ein zweisitziger Reisemotorsegler des österreichischen Herstellers Diamond Aircraft mit Sitz in Wiener Neustadt. Sie ist eine Weiterentwicklung der Hoffmann H36 Dimona. Angetrieben wird die HK36 von Rotax-Motoren zwischen 80 und 115 PS (60 und 86 kW). Das H der Typenbezeichnung steht für den Hauptkonstrukteur Wolf Hoffmann, das K für den Mitkonstrukteur Dieter Köhler.

## Entwicklung
Die Dimona (Hersteller Hoffmann) wurde mit dem Limbach-L2000-Motor und Spornrad-Fahrwerk ausgestattet, Diamond hingegen stieg auf den Hersteller Rotax um und produzierte die nun als HK36 Super Dimona bezeichneten Maschinen mit dem Rotax 912 (ohne Turbolader) und 914 (mit Turbolader), wozu die Motorträger und -verkleidungen angepasst werden mussten. Weitere Unterschiede sind fehlende Fenster hinter dem Haubenrahmen und die optional für die Super Dimona verfügbaren Winglets. Aus der Super Dimona entwickelte Diamond später die DA20 Katana. Änderungen am Fahrwerk (Bugrad statt Spornrad) sowie neue, kürzere Tragflächen mit Wölbklappen und ein gekürzter Rumpf mit verkleinertem Seiten- und Höhenleitwerk machten aus dem Motorsegler ein zweisitziges Leichtflugzeug. Das Bugradfahrwerk ist inzwischen auch bei der Super-Dimona erhältlich, so dass zwischen Super Dimona und Katana äußerlich – bis auf die größere Spannweite und das größere Leitwerk der Super Dimona – kaum Unterschiede feststellbar sind.
Die Produktion der Super Dimona wurde 2019 bei Diamond eingestellt.

## Einsatz als Schleppflugzeug
Durch vergleichbare Flugeigenschaften zu modernen Segelflugzeugen eignen sich insbesondere die mit Rotax-914-Motoren ausgestatteten Super Dimonas sehr gut als Schleppflugzeug. Segelflugzeuge bis zu einer maximalen Startmasse von 600 kg dürfen geschleppt werden, mit der 115-PS-Motorisierung bis zu 750 kg.

## Technische Daten
|                                                  | H 36                                    | HK 36                                             | HK 36 R                                                                  | HK 36 TS                               | HK 36 TC                               | HK 36 TC-100                           | HK 36 TTS                              | HK 36 TTC                              | HK 36 TTC-ECO          |
| ------------------------------------------------ | --------------------------------------- | ------------------------------------------------- | ------------------------------------------------------------------------ | -------------------------------------- | -------------------------------------- | -------------------------------------- | -------------------------------------- | -------------------------------------- | ---------------------- |
| Hersteller                                       | Hoffmann Flugzeugbau, Hoffmann Aircraft | Hoffmann Aircraft, HOAC Austria, Diamond Aircraft | Hoffmann Aircraft, HOAC Austria, Diamond Aircraft                        | Diamond Aircraft                       | Diamond Aircraft                       | Diamond Aircraft                       | Diamond Aircraft                       | Diamond Aircraft                       | Diamond Aircraft       |
| Triebwerk                                        | Limbach L 2000 EB                       | Limbach L 2400 EB                                 | Rotax 912 A2 oder A3                                                     | Rotax 912 A3                           | Rotax 912 A3                           | Rotax 912 S3                           | Rotax 914 F3 oder F4                   | Rotax 914 F3 oder F4                   | Rotax 914 F3 oder F4   |
| Luftschraube                                     | HO-V62-R/L 160                          | MTV-1-A/L 160-03                                  | - MTV-1-A/L 170-08 - HO14-170 S 123 - MT-170R125-2A - HOV-352F-S1/S170FQ | MTV-21-A-C-F (1750 mm)                 | MTV-21-A-C-F (1750 mm)                 | MTV-21-A-C-F (1750 mm)                 | MTV-21-A-C-F (1750 mm)                 | MTV-21-A-C-F (1750 mm)                 | MTV-21-A-C-F (1750 mm) |
| Startdrehzahl (Triebwerk)                        | 3400 rpm                                | 3200 rpm                                          | 5800 rpm                                                                 | 5800 rpm                               | 5800 rpm                               | 5800 rpm                               | 5800 rpm                               | 5800 rpm                               | 5800 rpm               |
| Reisedrehzahl (Triebwerk)                        | 3000 rpm                                | 3000 rpm                                          | 5500 rpm                                                                 | 5500 rpm                               | 5500 rpm                               | 5500 rpm                               | 5500 rpm                               | 5500 rpm                               | 5500 rpm               |
| Startleistung (5 min)                            | 59 kW (80 PS)                           | 64 kW (87 PS)                                     | 59,6 kW (81 PS)                                                          | 59,6 kW (81 PS)                        | 59,6 kW (81 PS)                        | 73,5 kW (100 PS)                       | 84,5 kW (115 PS)                       | 84,5 kW (115 PS)                       | 84,5 kW (115 PS)       |
| Reiseleistung                                    | 53 kW (72 PS)                           | 62 kW (84 PS)                                     | 58,0 kW (79 PS)                                                          | 58,0 kW (79 PS)                        | 58,0 kW (79 PS)                        | 69,0 kW (94 PS)                        | 73,5 kW (100 PS)                       | 73,5 kW (100 PS)                       | 73,5 kW (100 PS)       |
| Spannweite                                       | 16 m                                    | 16,2 m                                            | 16,2 m                                                                   | 16,33 m mit Winglets                   | 16,33 m mit Winglets                   | 16,33 m mit Winglets                   | 16,33 m mit Winglets                   | 16,33 m mit Winglets                   | 16,33 m mit Winglets   |
| Fahrwerk (nicht einziehbar)                      | Spornrad                                | Spornrad                                          | Spornrad                                                                 | Spornrad                               | Bugrad                                 | Bugrad                                 | Spornrad                               | Bugrad                                 | Bugrad                 |
| Länge                                            | 6,85 m                                  | 7,1 m                                             | 7,22 m                                                                   | 7,28 m                                 | 7,28 m                                 | 7,28 m                                 | 7,28 m                                 | 7,28 m                                 | 7,28 m                 |
| Höhe                                             |                                         | 1,76 m                                            | 1,76 m                                                                   | 1,78 m                                 | 1,78 m                                 | 1,78 m                                 | 1,78 m                                 | 1,78 m                                 | 1,78 m                 |
| Flügelfläche                                     | 15,2 m²                                 | 15,3 m²                                           | 15,3 m²                                                                  | 15,3 m²                                | 15,3 m²                                | 15,3 m²                                | 15,3 m²                                | 15,3 m²                                | 15,3 m²                |
| Flügelstreckung                                  | 16,84                                   | 17,15                                             | 17,15                                                                    | 17,15                                  | 17,15                                  | 17,15                                  | 17,15                                  | 17,15                                  | 17,15                  |
| Flügelprofil                                     | Wortmann FX 63-137                      | Wortmann FX 63-137                                | Wortmann FX 63-137                                                       | Wortmann FX 63-137                     | Wortmann FX 63-137                     | Wortmann FX 63-137                     | Wortmann FX 63-137                     | Wortmann FX 63-137                     | Wortmann FX 63-137     |
| Zulässige Höchstgeschwindigkeit Vne IAS          | 275 km/h                                | 261 km/h                                          | 261 km/h                                                                 | 261 km/h                               | 261 km/h                               | 261 km/h                               | 261 km/h                               | 261 km/h                               | 261 km/h               |
| Reisegeschwindigkeit IAS bei Kraftstoffverbrauch | 180 km/h (15 l/h)                       |                                                   | 175 km/h (15 l/h)                                                        | 170 km/h (15 l/h)                      | 170 km/h (15 l/h)                      | 190 km/h (23,2 l/h)                    | 227 km/h (27 l/h)                      | 227 km/h (27 l/h)                      | 227 km/h (27 l/h)      |
| Manövergeschwindigkeit Va IAS                    | 176 km/h                                | 176 km/h                                          | 176 km/h                                                                 | 176 km/h                               | 176 km/h                               | 176 km/h                               | 176 km/h                               | 176 km/h                               | 176 km/h               |
| Höchstflugmasse MTOW                             | 770 kg                                  | 770 kg                                            | 770 kg                                                                   | 770 kg                                 | 770 kg                                 | 770 kg                                 | 770 kg                                 | 770 kg                                 | 770 kg                 |
| Treibstoffvorrat (ausfliegbar)                   | 80 l                                    | 54 l (standard) oder 79 l (long range)            | 54 l (standard) oder 79 l (long range)                                   | 54 l (standard) oder 79 l (long range) | 54 l (standard) oder 79 l (long range) | 54 l (standard) oder 79 l (long range) | 54 l (standard) oder 79 l (long range) | 54 l (standard) oder 79 l (long range) | 106 l                  |
| Theoretische Reichweite (long range Tank)        | 960 km                                  |                                                   | 920 km                                                                   | 873 km                                 | 873 km                                 | 630 km                                 | 2:27 h                                 | 2:27 h                                 | 3:56 h                 |